# Stachyurus yunnanensis
Stachyurus yunnanensis är en tvåhjärtbladig växtart som beskrevs av Adrien René Franchet. Stachyurus yunnanensis ingår i släktet Stachyurus och familjen Stachyuraceae. Utöver nominatformen finns också underarten S. y. pedicellatus.